# Zimowy Puchar Europy w Rzutach 2010
10. Zimowy Puchar Europy w Rzutach – zawody lekkoatletyczne, które odbyły się 20 i 21 marca 2010 roku w miejscowości Arles na południu Francji.

## Rezultaty

### Mężczyźni

#### Seniorzy
| Konkurencja:           | 1. miejsce         | Wynik | 2. miejsce             | Wynik | 3. miejsce       | Wynik |
| Pchnięcie kulą Grupa A | Andrej Michniewicz | 21,04 | Asmir Kolašinac        | 20,15 | Lajos Kürthy     | 20,07 |
| Pchnięcie kulą Grupa B | Candy Bauer        | 19,07 | Germán Millán          | 18,89 | Laurensiu Popa   | 18,87 |
| Rzut dyskiem Grupa A   | Markus Munch       | 65,37 | Mario Pestano          | 63,78 | Sergiu Ursu      | 61,19 |
| Rzut dyskiem Grupa B   | Bartosz Ratajczak  | 60,44 | Jean-Francois Aurokiom | 59,44 | Marco Zitelli    | 59,21 |
| Rzut młotem Grupa A    | Nicola Vizzoni     | 76,63 | Jury Szajunou          | 76,30 | Aleksiej Zagorny | 75,58 |
| Rzut młotem Grupa B    | David Söderberg    | 73,71 | Mattias Jons           | 72,97 | Kristóf Nemeth   | 71,87 |
| Rzut oszczepem Grupa A | Ilja Korotkow      | 83,28 | Ołeksandr Pjatnycia    | 79,38 | Paweł Rakoczy    | 78,13 |
| Rzut oszczepem Grupa B | Rafael Baraza      | 76,21 | Dániel Patko           | 72,60 | Lucas Leroy      | 72,15 |

#### Młodzieżowcy U23
| Konkurencja:   | 1. miejsce          | Wynik | 2. miejsce       | Wynik | 3. miejsce       | Wynik |
| Pchnięcie kulą | Konstantin Ljadusow | 18,88 | Siarhei Bakhar   | 17,65 | Stanisław Seheda | 17,49 |
| Rzut dyskiem   | Iwan Hryszyn        | 63,09 | Marin Premeru    | 62,10 | Gordon Wolf      | 61,00 |
| Rzut młotem    | Javier Cienfuegos   | 71,60 | Andrij Martyniuk | 70,54 | Aleksiej Kochnew | 70,45 |
| Rzut oszczepem | Thomas Smet         | 76,67 | Roman Awramenko  | 75,82 | Lars Hamann      | 74,72 |

### Kobiety

#### Seniorki
| Konkurencja:           | 1. miejsce           | Wynik    | 2. miejsce           | Wynik | 3. miejsce         | Wynik |
| Pchnięcie kulą Grupa A | Nadzieja Astapczuk   | 20,16    | Natalla Michniewicz  | 19,55 | Anna Omarowa       | 18,03 |
| Pchnięcie kulą Grupa B | Radosława Mawrodiewa | 16,30    | Maria Antónia Borges | 16,25 | Úrsula Ruiz        | 16,04 |
| Rzut dyskiem Grupa A   | Nadine Müller        | 64,30    | Żaneta Glanc         | 59,95 | Nicoleta Grasu     | 59,92 |
| Rzut dyskiem Grupa B   | Monique Jansen       | 58,43    | Liliana Ca           | 57,04 | Tanja Komulainen   | 55,90 |
| Rzut młotem Grupa A    | Betty Heidler        | 72,48    | Silvia Salis         | 69,43 | Tatjana Łysienko   | 69,11 |
| Rzut młotem Grupa B    | Marina Nichișenco    | 67,31    | Vânia Silva          | 65,16 | Oksana Kondratjewa | 64,64 |
| Rzut oszczepem Grupa A | Martina Ratej        | 65,96 NR | Marija Abakumowa     | 65,21 | Linda Stahl        | 60,56 |
| Rzut oszczepem Grupa B | Elisabeth Pauer      | 56,53    | Marina Maksimowa     | 55,44 | Jelena Jaakkola    | 55,20 |

#### Młodzieżowcy U23
| Konkurencja:   | 1. miejsce       | Wynik | 2. miejsce        | Wynik | 3. miejsce           | Wynik |
| Pchnięcie kulą | Alona Hryszko    | 17,66 | Melissa Boekelman | 17,56 | Anita Márton         | 17,34 |
| Rzut dyskiem   | Sandra Perković  | 61,93 | Irina Rodrigues   | 55,29 | Nastassia Kasztanawa | 54,65 |
| Rzut młotem    | Zalina Marghieva | 70,77 | Jenny Ozorai      | 63,03 | Barbara Špiler       | 62,99 |
| Rzut oszczepem | Wira Rebryk      | 59,55 | Tatjana Jelača    | 56,26 | Sanni Utriainen      | 54,80 |